# Way Out West
Way Out West är en musikfestival som sedan 2007 årligen arrangeras i Göteborg, Sverige av Luger. Festivalen kombinerar uppträdanden på större scener i Slottsskogen med konserter på scener runtom i Göteborg. Musikprogrammet har under åren kompletteras av annan kultur och även presenterat film, graffiti, poesi och konst. Sedan 2011 visas filmer på Way Out West.
Festivalen har lyfts fram av The Times och prisats av MTV som mest innovativa festival i O Music Awards 2011.

## Historia
Way Out West grundades av Ola Broquist och Patrick Fredriksson, vilka också grundade bokningsbolaget Luger. 
Den första festivalen ägde rum den 10–11 augusti 2007 och samtliga 18 000 biljetter såldes. Första året spelade bland andra Primal Scream, Erykah Badu, Manu Chao, The Hives, The Pogues, Regina Spektor, The Hellacopters, CocoRosie och Kanye West.
2008 hölls festivalen 7–8 augusti med bland andra huvudartisterna Neil Young, Kelis, Sonic Youth, Franz Ferdinand, Grinderman, Broder Daniel och Sigur Rós. De strax över 24 000 biljetterna sålde slut.
Tredje året inföll festivalen 14–15 augusti 2009. Detta år kom 25 000 besökare och såg bland andra Arctic Monkeys, Robyn, Band of Horses, Glasvegas, My Bloody Valentine, Basement Jaxx, Nas, Lily Allen, Fever Ray, Florence and the Machine och Röyksopp.
2010 hölls den fjärde festivalen. De 25 000 besökarna såg bland andra Håkan Hellström, Pavement, Wu-Tang Clan, Iggy & The Stooges, The Chemical Brothers, LCD Soundsystem, The xx och M.I.A..
Festivalen arrangerades för sjätte året mellan 9 och 11 augusti 2012, då alla 27 000 biljetter sålde slut och ett nytt publikrekord uppnåddes. 2012 års upplaga blev den första med tre kvällar med konserter i Slottsskogen där den kanske mest uppmärksammade bokningen var Kraftwerk. Arrangörerna serverade endast vegetarisk mat på festivalen. "Way Out West goes veggie" blev festivalsveriges mest omtalade nyhet detta år. Festivalen har sedan dess varit vegetarisk.
2016 introduceras scenen Höjden.
Både 2020 och 2021 blev festivalen inställd på grund av Covid-19-pandemin.
2022 var festivalen tillbaka och slog då publikrekord. Enligt arrangören blev det publikrekord återigen 2023 då Håkan Hellström spelade på festivalen igen.

## Banden

### Artister 2007
Första upplagan av festivalen ägde rum 9-11 augusti. 
| Torsdag | Fredag | Lördag |
| Klubbar - …And You Will Know Us by the Trail of Dead (US) - Jonas Game - Last Days of April - Les Big Byrd - Molotov Jive - Those Dancing Days - Voxtrot (US) - Teenage Bad Girl (FR) - Function - Low - Wovenhand (US) | Slottsskogen - Boredoms (JP) - Salem al Fakir - Hello Saferide - Koop - Laleh - CocoRosie (US) - Albert Hammond Jr (US) - The Hellacopters - New Young Pony Club (UK) - Eagles of Death Metal (US) - The Hives - The Go! Team (UK) - Primal Scream (UK) - Manu Chao (FR/SP) - The Pogues (UK) - Architecture In Helsinki (AU) - Lady Sovereign (UK) Klubbar - Lykke Li - the Tough Alliance - Malajube (CA) - the Besnards Lakes (CA) - Laakso | Slottsskogen - Shout Out Louds - Florence Valentin - Teddybears STHLM - Sparta (US) - Devendra Banhart (US) - Moneybrother - Peter Bjorn and John - Regina Spektor (US) - Erykah Badu (US) - Timo Räisänen - Juliette & The Licks (US) - Säkert! - The Ark - Spoon (US) - Kanye West (US) - Franke Klubbar - Thunder Express - Blak Twang (UK) - Kocky - Mapei |

Lily Allen ställde in på grund av hälsoproblem, och ersattes av Teddybears Sthlm.
Klubbscenerna var följande: Trädgår'n, Bio Rio, Kajskjul 8, Pustervik, Sticky Fingers och Henriksberg.

### Artister 2008
Festivaln ägde rum 7-9 augusti 2008.
| Torsdag | Fredag | Lördag |
| Klubbar - Buzzcocks (UK) - Kleerup - Ingrid Olava (NO) - Silje Nes (NO) - Wildbirds & Peacedrums - Four Tet (UK) - No Age (US) - The Mae Shi (US) - Pacific! - Louis XVI (US) - The Gutter Twins (US) - Petter | Slottsskogen - Mando Diao - Buraka Som Sistema (PT) - Iron & Wine (US) - Lightspeed Champion (UK) - Okkervil River (US) - The National (US) - The Sonics (US) - Yeasayer (US) - Christian Kjellvander - Kenge Kenge (KE) - Franz Ferdinand (UK) - Looptroop Rockers - Sonic Youth (US) - Grinderman (US/UK/AUS) - Broder Daniel - Sigur Rós (IS) Klubbar - Scott Matthews (UK) - Chords - Dapuntobeat - Faca - Henry Fiat's Open Sore - The Night Marchers - Familjen - Dengue Fever (US) - the Dodos (US) - Dark Meat - I Are Droid - A Human - Fanfarlo | Slottsskogen - Booka Shade (DE) - Caesars - Frida Hyvönen - Fleet Foxes (US) - Håkan Hellström - Joan As Police Woman (US) - Kelis (US) - Lil’ Kim (US) - Lykke Li - N*E*R*D (US) - Silverbullit - The Flaming Lips (US) - The Bug (UK) - José González - Neil Young (CAN) - Sahara Hotnights Klubbar - M. Hederos & M. Hellberg - Adam Tensta - A Place to Bury Strangers (US) - Division of Laura Lee - Familjen - Les Big Byrd - Holy Fuck (CA) - Park Hotel |

Klubbscenerna var följande: Henriksberg, Jazzhuset, Kajskjul 8, Pustervik, Razzia, Sticky Fingers, Trädgår'n, Annedalskyrkan, Chalmers och Stora teatern.

### Artister 2009
Festivalen ägde rum 13-15 augusti 2009.
| Torsdag | Fredag | Lördag |
| Stay Out West - El Perro Del Mar - Hajen - Loney Dear - Joel Alme - Theodor Jensen - Fontän - St. Vincent (US) - Blitzen Trapper (US) - Deportees - Bruket - The Bronx (US) - AC4 - Rise Against (US) - Crookers (IT) | Slottsskogen - Antony & the Johnsons (US) med Göteborgs Symfoniker - Arctic Monkeys (UK) - Band Of Horses (US) - Beirut (US) - Bon Iver (US) - Fever Ray - Florence and the Machine (UK) - Glasvegas (UK) - Grizzly Bear (US) - Laakso - Robyn - Röyksopp (NO) - Seun Kuti & Fela's Egypt 80 (NG) - Timo Räisänen - Vivian Girls (US) - Wilco (US) Stay Out West - Andrew Bird (US) - Anna von Hausswolff - The Irrepressibles (UK) - Andreas Grega - Promoe med Spiderdogs - Chairlift (US) - The Big Pink (UK) - Jessica Lea Mayfield (US) - Vetiver (US) - Crystal Antlers (US) - Monotonix - Echo and The Bunnymen (UK) - Erol Alkan (UK) - Kornél Kovács | Slottsskogen - Amadou & Mariam (ML) - Asher Roth (US) - Basement Jaxx (UK) - Calexico (US) - Dead Prez (US) - Florence Valentin - Fox Machine - [ingenting] - Jenny Wilson - Lily Allen (UK) - The Morning Benders (US) - My Bloody Valentine (UK) - Nas (US) - Olle Ljungström - Patrick Wolf (UK) - Sonjagon - Teddybears - Vampire Weekend (US) - Wolfmother (AU) Stay Out West - First Aid Kit - Final Fantasy (CA) - Peter Broderick (US) - Form One - David Sandström Overdrive - Ladyhawke (NZ) - Skriet - Loosegoats - Woodpigeon (CA) - The Adolescents (US) - Jay Reatard (US) - Deerhunter (US) - Gang Gang Dance (US) - Let's Wrestle (UK) - L-Wiz - Magnetic Man (UK) - Max Peezay - Wale (US) |

Klubbscenerna var följande: Annedalskyrkan, Kajskjul 8, Parken, Pustervik, Sticky Fingers, Trädgår'n och Världskulturmusset.

### Artister 2010
Festivalen ägde rum 12-14 augusti 2010.
| Torsdag | Fredag | Lördag |
| Stay Out West - Steget - The Tallest Man on Earth - Villagers (IE) - Divison of Laura Lee - Graveyard - Almedal - Anna Ihlis - Ikons - Caribou (CA) - Junip - Bear In Heaven (US) - Field Music (UK) - Felix da Housecat (US) - Laidback Luke (NL) - Rambling Nicholas Heron - Slow Club (UK) - The Low Anthem (US) - Sleepy Sun (US) - jj - Ras G & The African Space Program (US) - Tinle Tempah (UK) - The Early Days - Harlem (US) - irK + Trickykid - Nettle (US) - Quest (US) - Silkie (UK) | Slottsskogen - Beach House (US) - Iggy & The Stooges (US) - Imperial State Electric - Jens Lekman - Jónsi (IS) - LCD Soundsystem (US) - Local Natives (US) - M.I.A. (UK) - Miike Snow - Panda Bear (US) - Paul Weller (UK) - Rango - The National (US) - The Soundtrack Of Our Lives - Wu-Tang Clan (US) - The xx (UK) Stay Out West - Basia Bulat (CA) - Taken By Trees - Daniel Gilbert - Ludwig Bell - Spiders - Fulmakten7 - Fool's Gold (US) - Sleigh Bells (US) - Ulrik Munther - Andreas Söderlund - Den svenska björnstammen - Mary N'diaye - Vit Päls - Surfer Blood (US) - Wild Nothing (US) - Jon DaSilva (UK) - Cymbals Eat Guitars (US) - Me And My Army - ceo - Rye Rye (US) - CIAfrica - Teddybears DJ-set - DJ/RUPTURE (US) | Slottsskogen - Anna Ternheim - Broken Bells (US) - Girls (US) - Håkan Hellström - Jay Electronica (US) - Konono N°1 (CD) - La Roux (UK) - Lykke Li - Marina and the Diamonds (UK) - Mumford & Sons (UK) - Pavement (US) - Reflection Eternal (US) - Shout Out Louds - The Chemical Brothers (UK) - The Drums (US) - The Radio Dept. Stay Out West - Christopher Sander med vänner - Laura Marling - Bombus - Trash Talk - Anton Kristiansson - Ef - Die Antwoord - I Blame Coco - Mary Ann Hobbs - Chapel Club - INVSN - Samling - Axwell - Daniel Norgren - Shearwater - Dada Life - Kriget - Fake Blood (UK) - Mutamassik (US) - Chapel Club (UK) - Tune-Yards (US) |

Q-tip ställde in på grund av hälsoskäl.
Klubbscenerna var följande: Annedalskyrkan, Henriksberg, Jazzhuset, Park Lane, Parken, Port du Soleil, Pustervik, Sticky Fingers, Världskulturmuseet och Röda Sten.

### Artister 2011
| - Ariel Pink's Haunted Graffiti - Edward Sharpe & the Magnetic Zeros - Empire of the Sun - Explosions in the Sky - Fleet Foxes - Fucked Up! - Janelle Monae - Noah and the Whale - OFF! - Prince - Pulp | - Robyn - Säkert! - Joakim Thåström - Tiësto - Timber Timbre - The Hives - Warpaint - Kanye West - Wiz Khalifa |

### Artister 2012
| - Alt-J - Kraftwerk - The Black Keys - Blur - Bon Iver - Bob Mould - Refused - Feist - Florence + The Machine - Frank Ocean (ställde in, ersattes av Looptroop) - Wilco - First Aid Kit | - Bobby Womack (ställde in) - Best Coast - OFWGKTA - Jonathan Richman - Thurston Moore - Tennis Bafra - Frida Hyvönen - Alberta Cross - ASAP Rocky - Billy Bragg | - Oberhofer - Miike Snow - St. Vincent - Swans - The Field - Hot Chip - The Afghan Whigs - The War on Drugs - Ane Brun - Deportees - The Royal Concept | - Mark Lanegan Band - Yelawolf - Ben Howard - Mogwai |

### Artister 2013 i urval
Den sjunde upplagan av Way Out West hölls den 8, 9 och 10 augusti 2013.
| Slottsskogen - Alt-J - Alabama Shakes - James Blake - Danny Brown - Disclosure - Goat - Angel Haze - The Knife - Local Natives - Of Monsters and Men - Tame Impala - Neil Young och Crazy Horse (inställt) | - Kendrick Lamar - Haim - Cat Power - Amason - Daniel Adams-Ray - Håkan Hellström - Grimes - Junip - Sibille Attar - Alicia Keys - Cheikh Lô | - Rodriguez - Johnossi - Jupiter & Okwess International | Stay Out West (Klubbar) - Iris Dement - Foxygen - Mariam the Believer - Skaters - Money - Kate Boy - Gnučči - Ingrid Disco - El Perro Del Mar - Graveyard - Little Jinder | - Könsförrädare - Honningbarna - Makthaverskan - Henric de la Cour |

### Artister 2014
Den åttonde upplagan av festivalen hölls 7–9 augusti 2014.
| Slottsskogen - Outkast - Robyn & Røyksopp - Queens of the Stone Age - The National - Janelle Monáe - Slowdive - Jenny Wilson - Neutral Milk Hotel - Future - Mark Ernestus presents Jeri-Jeri - Veronica Maggio - Slint - Yasiin Bey - (Mos Def) | - Motörhead - Jamie Xx - Blood Orange - Joey Bada$$ - Mapei - Elliphant - Tinariwen - Icona Pop - DARKSIDE - Conor Oberst - Mø - Pusha T - Little Dragon - Bill Callahan | - Clean Bandit - Deafhaven - Brody Dalle - Les Ambassadeurs - Sharon Van Etten - Markus Krunegård - Annika Norlin - Linda Pira - Neneh Cherry med RocketNumberNine - Rebecca & Fiona - Poliça - Pional - Seasick Steve - Neko Case |

| Stay Out West - Kurt Vile - Broken Twin - Josefin Öhrn & The Liberations - Mutual Benefit - Nils Frahm - Daniel Hope - Ry X - Holly Herndon - Highasakite - Jonathan Wilson - The Garden - Marissa Nadler - INVSN - Metz - Lee Bains II & The Glory - Rose Windows - Mighty Oaks - Real Estate - Alice Boman - Sea Lion - Speedy Ortiz - Hozier - Nicole Sabuné - The Growlers - Royal Blood - Mac DeMarco - Femtastic Sound - Cleo, Kristin Amparo & Broken Tipsy - Zebra Katz - I am Legion - Teddybears - M. Wrecker | - PurPurr Purple - Bella Boo - 1987 - I Break Horses - Machinedrum (DJ Set) - CEO (DJ set) - JJ (DJ set) - Marlene - Zhala - Seinabo Sey - Amie & Cassandra - Berserk - Ison & Fille - Oskar Linnros - Colleagues - Forest Swords - Amen Dunes - St Lucia - Jungle - Samantha Crain - Sumie - Chloe Martini - Shlohmo - Lorentz - Beatrice Eli | - Dante - Bo Ningen - DOA - Agent Orange - Mankind - Satan Takes a Holiday - Vulkano - Circa Waves - Holograms - Les Big Byrd - Södra Sverige - Hurula - Yumi Zouma - Naomi Pilgrim - How to Dress Well - Christopher Sander - Emilie Nicholas - Anders Wendin - Mendoza - Lilla Namo - Pangaea - Pearson Sound - Ben UFO - John Wizards - Christian Dinamarca - Kelela - Nguzunguzu |

### Artister 2015 i urval
Den nionde upplagan av festivalen hölls 13–15 augusti 2015.
| - Patti Smith - Pet Shop Boys - Belle & Sebastian - Emmylou Harris och Rodney Crowell - Future Islands - Florence and the Machine - Beck - Ride - First Aid Kit - Flying Lotus - The Julie Ruin | - Caribou - Father John Misty - Alt-J - The War On Drugs - Little Simz - Future Brown - Natalie Prass - Lianne La Havas - Studierektorn - Courtney Barnett - Ibeyi | - Foxygen - Little Jinder - Tove Lo - Run the Jewels - Todd Terje & the Olsens - Years & Years - Lorentz - Kindness - Tyler, the Creator - ILoveMakonnen - Ellie Goulding | - Låpsley - Courtney Barnett - Noonie Bao - Say Lou Lou - Tove Styrke - Lauryn Hill |

### Artister 2019
Way Out West hölls den 8 till 10 augusti 2019.
| - Jorja Smith - James Blake - Zara Larsson - Blood Orange - Jon Hopkins - Sabina Ddumba - Silvana Imam - Dâm-FunK - Jens Lekman - Spiritualized - Bella Sarris | - Neneh Cherry - David August - Soccer Mommy - Dorisburg - Vargas & Lagola - The Japanese House - Tirzah - IDLES - Connan Mackasin - Sassy J - Orville Peck | - Bamako to Birmingham + Amadou & Mariam and the Blind Boys of Alabama - Stella Donnely - Z.E - Mahalia - Laurel Halo - Koko-di koko-da - Bedouine - Johanna Schneider B2B Nico O'Konor - Shut up Haters - Hail Satan? - Moonilena | - DJ Lily - Ider - Silence of the bees - Parallax Deep - The Cure - The Blaze - Seinabo Sey - Yung Lean - Veronica Maggio - Daniel Norgren - Khruangbin | - Jungle - Stereolab - Hunee - Stefflon Don - Jireel - Pharoah Sanders Quartet - Loyle Carner - Iceage - Mitski - Dani M - Kite | - Henok Achido - NAO - Kornél Kovács - Amazing Grace - Samo DJ B2B Zoltan - Push - Linn Koch-Emmery - Lil Halima - Upsammy - Hyukoh - Yxng Bane | - Samir Yousif - Parcels - Georgia - Ros - Suzanne Kraft - Charlotte Bendiks - 박혜진 Park Hye Jin - Aron McFaul - Morabeza Tobacco - Fatima - Lauran Hibberd | - Solange - Erykah Badu - Stormzy - Christine and the Queens - Earl Sweatshirt - Amason - Miriam Bryant - Rex Orange County - Femi - Titiyo - Cherrie | - Deportees - Honey Dijon - Ray BLK - Viagra Boys - Little Dragon - Hannah Prescott - Fakethias - Maribou State - Perel - Ishi Vu - Virginia And The Flood | - Bella Boo - Augustine - Madi Banja - Nadina Tehran - Italo Bitches - Makaya McCraven - NOTD - Sinjin Kawke & Zora Jones - Lafawndah - Fever - Girlpool | - Polanco - Shura - Durand Jones & the Indications - KOKOROKO - DJ Tiiny - Spring Uje Spring |  |

### Artister 2020
Way Out West ställdes in med anledning av Covid-19-pandemin.

### Artister 2021
Way Out West ställdes in med anledning av Covid-19-pandemin.

### Artister 2022
Way Out West öppnade upp igen efter två års uppehåll och hölls den 11 till 13 augusti 2022 i Slottsskogen i Göteborg.
| - Dj Døden - Bonny Light Horseman - Koffee - Tsha - Daniela Rathana - Storken - The Tallest Man on Earth - Tame Impala - Yung Lean - First Aid Kit - Amason - Vargas & Lagola - Mdou Moctor - Bikini Kill - Bonny Light Horseman | - Pa Salieu - Kamma & Masalo - Jada - M Huncho - Prof. Stranger - Chloe Morindo - Caribou - Anaïs Mitchell - Sabina Ddumba - Mona Masrour - Twin Pigs - Natalie Bergman - Fruit Bats - Girl scout | - Ty Segall & Freedom Band - Esther - Dina Ögon - Melinda Do Rosario - Pomona Dream DJ Set - Frida Hyvönen - Fontaines D.C. - Nick Cave & The Bad Seeds - Léon - Jamie xx - Nicole Sabouné - Perfume Genius - Alex G - Michael Kiwanuka | - beabadoobee - Kings of Convenience - Sons of Kemet - Arab Strap - Arooj Aftab - Yard Act - AJ Tracey - Princess Nokia - Jayda G - Magnus Nylander - Little Simz - Kampire - Mansa | - Morø - Q - Kite - Boy Pablo - Chance the Rapper - Jeremy Olander - Geese - Cmat - Shiv - Bavé - Tove Styrke - Kasbo - Dj Leila K - Mahsa Koshnood - Bella Boo | - Jyoty - Viggo Dyst - Burna Boy - Dave - Jonathan Johansson - Aldous Harding - Katy Kirby - Gabriels - Ane Brun - MØ - Fred again.. - Girl in Red - Central Cee - Indigo De Souza - Holly Humberstone | - Nilüfer Yanya - Romy - Slowthai - Black Country, New Road - Bright Eyes - Thåström - Mwuana - Molchat Doma - Vera Vice - Nedja - Altin Gun - Gerd - Sara Parkman |

### Artister 2023
Festivalen ägde rum 10-12 augusti 2023.
| Torsdag | Fredag | Lördag |
| Slottsskogen - Tove Lo - Sara Parkman - Jacob Banks - Seinabo Sey - 070 Shake - Olivia Lobato - Wizkid - Caroline Polachek - King Gizzard & the Lizard Wizard Stay Out West | Slottsskogen - Pusha T - Soundtrack of our lives - Blur - Maja Francis - Stor - Les Big Byrd - Christine and the Queens Stay Out West | Slottsskogen - Viagra Boys - Boygenius - Håkan Hellström - Cherrie - Kelela - José González - Cleo - Bladee - The Blessed Madonna - D-block Europe - Snail Mail Stay Out West - Terra - the Murder Capital |

Johnny Marr och the Blessed Madonna fick sent ställa in sina spelningar på grund av inställda flyg. Johnny Marr ersattes av Dungen. The Blessed Madonna ersattes av Storken.

### Artister 2024
Festivalen ägde rum 8-10 augusti 2024.
| Torsdag | Fredag | Lördag |
| Slottsskogen - Sarah Klang - Loyle Carner (UK) - Big Thief (US) - Air (FR) - James Blake (UK) - PJ Harvey (UK) - Jack White (US) - Faysa Idle - Little Jinder - Yves Tumor (US) - Tkay Maidza (AUS) - Thee Sacred Souls (US) - Yaya Bey (US) - Chase & Status (UK) - the Kills (US/UK) - Serpentwithfeet (US) - Jessie Granqvist - Yung Singh (UK) - Jess Hands & Joanna Party - Eris Drew & Octo Octa (AU/US) - Anna Kohlin Stay Out West - El Perro del Mar - Kasino - Angélica Garcia - The Thurston Moore Group - Kind Mod Kind - The New Eves - Joshua Idehen | Slottsskogen - Maisie Peters (UK) - Ellen Krauss - Sampha (UK) - Jessie Ware (UK) - Tems (NG) - Oskar Linnros - Pulp (UK) - Fred Again (UK) - Annika Norlin & Jonas Teglund - Blondshell (US) - Alvvays (CA) - L'Imperatrice (FR) - Darkoo (UK) - Overmono - Slowdive - Arc de Soleil - Glass Beams - Nation of Language - Artemas - Goran Kajfes Tropiques - Charlotte Day Wilson - De Clair - Elcay - DJ Beverage - Barry Can't Swim - Bibi Seck - Memphis LK - Lex Ludlow - Filippa Bernander Stay Out West - Markus Krunegård - Felix Sandman - Estraden - Eah Jé | Slottsskogen - Arooj Aftab (PK/US) - Andre 3000 (US) - J Hus (UK) - Susanne Sundfør (NO) - Peggy Gou (KR) - Benjamin Ingrosso - Fever Ray - The National (US) - Augustine - Amanda Bergman - Icona Pop - Markus Krunegård - Kenya Grace (UK) - Skepta (UK) - Yasin Bey (US) - Olof Dreijer & Diva Cruz - Terra - Hurray for the Riff Raff (US) - Wednesday (US) - Stella Explorer - Linn Koch-Emmery - Ayla - Nyreau & Karl F Eugen - Ari Bald & CJ Scott - DJ Seinfeld - Prof. Stranger - Karen Nyame KG - Mamdouh313 - Merve Stay Out West - Sadboi (CA) - BXKS - Pretty Girl (AU) - Mount Kimbie - University - Jackie Mere - DJ Carpenter - Killen. - Kasbo - Nokta Servo - Lekaye - Shiro - 1.CUZ - Yung Filly - MRCY - Alba August - Klara Keller - the Tarantula Waltz |

Queens of the Stone Age var bokade, men ställde in på grund av sjukdom. Jack White ersatte. Även the Smile var bokade, men ställde in sin spelning på grund av sjukdom. James Blake ersatte. Också Amaarae och A36 ställde in på grund av personliga skäl, och ersattes av Darkoo, 1.Cuz och Shiro.

### Artister 2025
Festivalen ägde rum 7-9 augusti 2025.
| Torsdag | Fredag | Lördag |
| Slottsskogen - Kite - Iggy Pop - Queens of the Stone Age - Fontaines D.C. - BICEP present CHROMA - Refused - Beth Gibbons - Amaarae - Kneecap - Cymande - Nilüfer Yanya - Mavis Staples - Becky and the Birds - Geordie Greep - Jasmine.4.T - Luvcat - Moonchild Sanelly - David Jackson - DJ Rawel - Effy - Mall Grab - sim0ne Stay Out West - Alan Sparhawk - Carson McHone - Daniel Romano's Outfit - EKKSTACY - Ganavya - Girl Scout - GIRLBAND! - H. Self - NOFUN! - Pearl Charles - Venus Anon - Yttling Jazz | Slottsskogen - Charli XCX - Yung Lean & Bladee - Hermanos Gutiérrez - Wet Leg - Khruangbin - Mk.gee - Molly Sandén - CMAT - MJ Lenderman & The Wind - Little Simz - Kelly Lee Owens - Pa Salieu - Arp Frique & the Perpetual Singers - Annie & The Caldwells - YUKIMI - Cherrie - Dizzy - Mwuana - Obongjayar - Seun Kuti & Egypt 80 - Westside Gunn & Smoke DZA - Eliza Rose - JoolZ - Junior Simba - Kornél Kovács - Mechatok - salute - Vilhelm Hasselgren + Boj Lucki Stay out west - Talaboman - The Dare - Waterbaby - Bartees Strange - Adam Olenius - BIJI - Jjulius - La Lom - Nektar - Paula Tape - Real Lies - Valkyrien Allstars | Slottsskogen - Chappell Roan - Pet Shop Boys - Lola Young - Daniela Rathana - Hurula - Deki Alem - GOAT - Montell Fish - Noname - Omar Rudberg - Jonathan Johansson - Avantgardet - Black Star - Confidence Man - Erik Lundin - Greentea Peng - Kerstin Ljungström - ODUMODUBLVCK - PinkPantheress - The Joy - Timbuktu & The Rakiem Walker Project Stay out west - Jeshi - Maja Francis - Isak Benjamin - Cassandra Jenkins - Ebba Åsman - Horse Vision - John Glacier - Josef Slunge - Late Night med Christopher Garplind - LUCY (Cooper B. Handy) |

## Filmer
Sedan 2011 visas filmer på Way Out West. Filmerna visas på biografer i Göteborg. 2024 introducerades Cinema Slottskogen som är en biograf, alltså ett tält med filmvisningar, inne på festivalområdet.

## Galleri

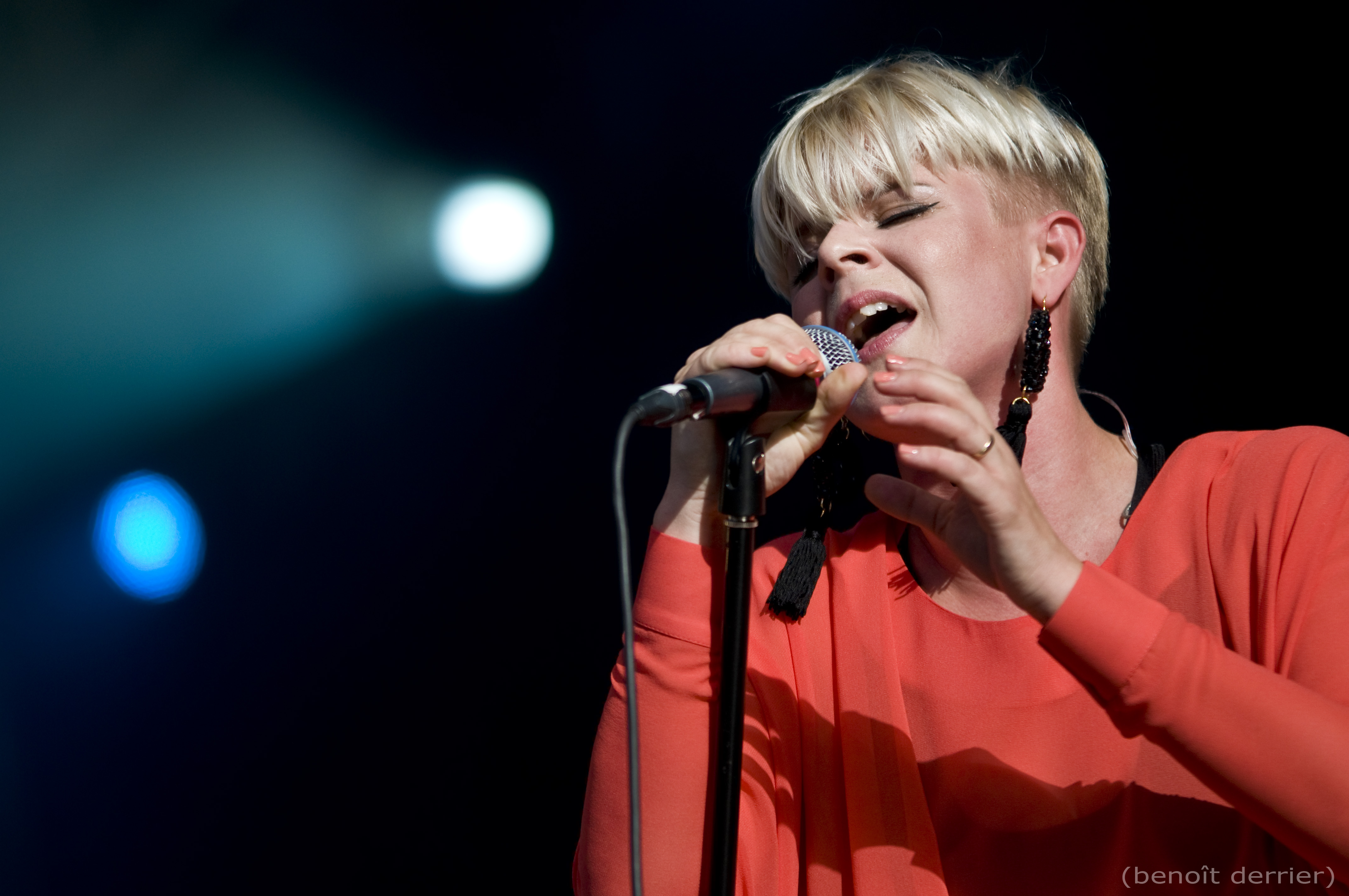
Robyn, 2009
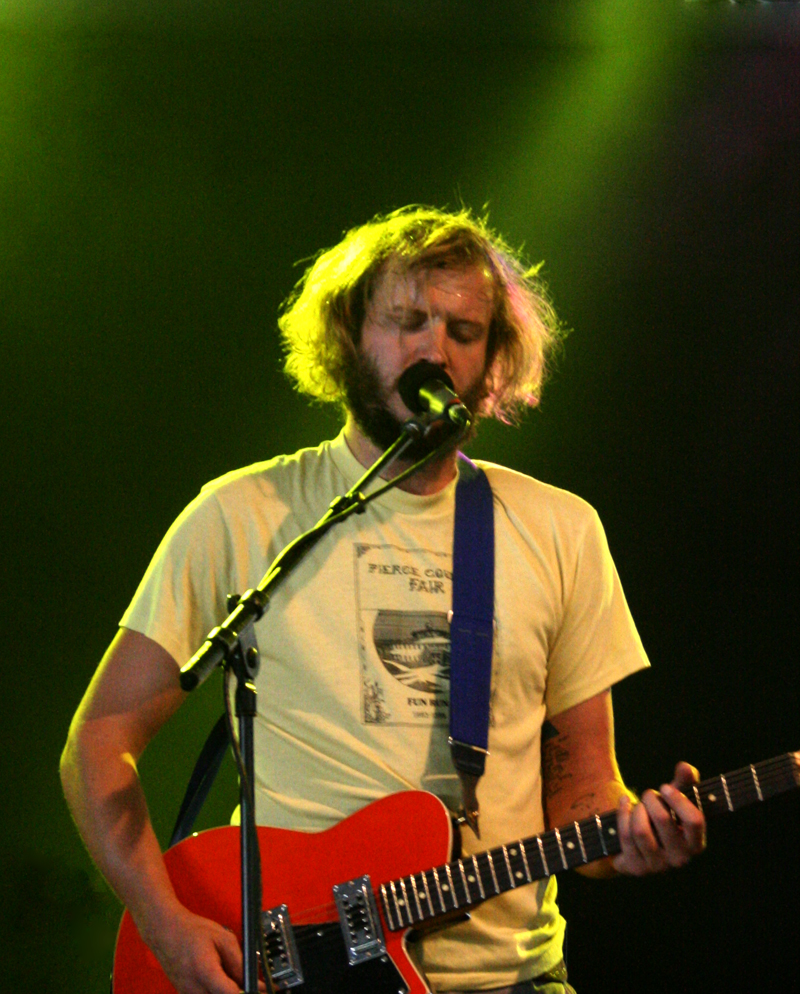
Bon Iver, 2009
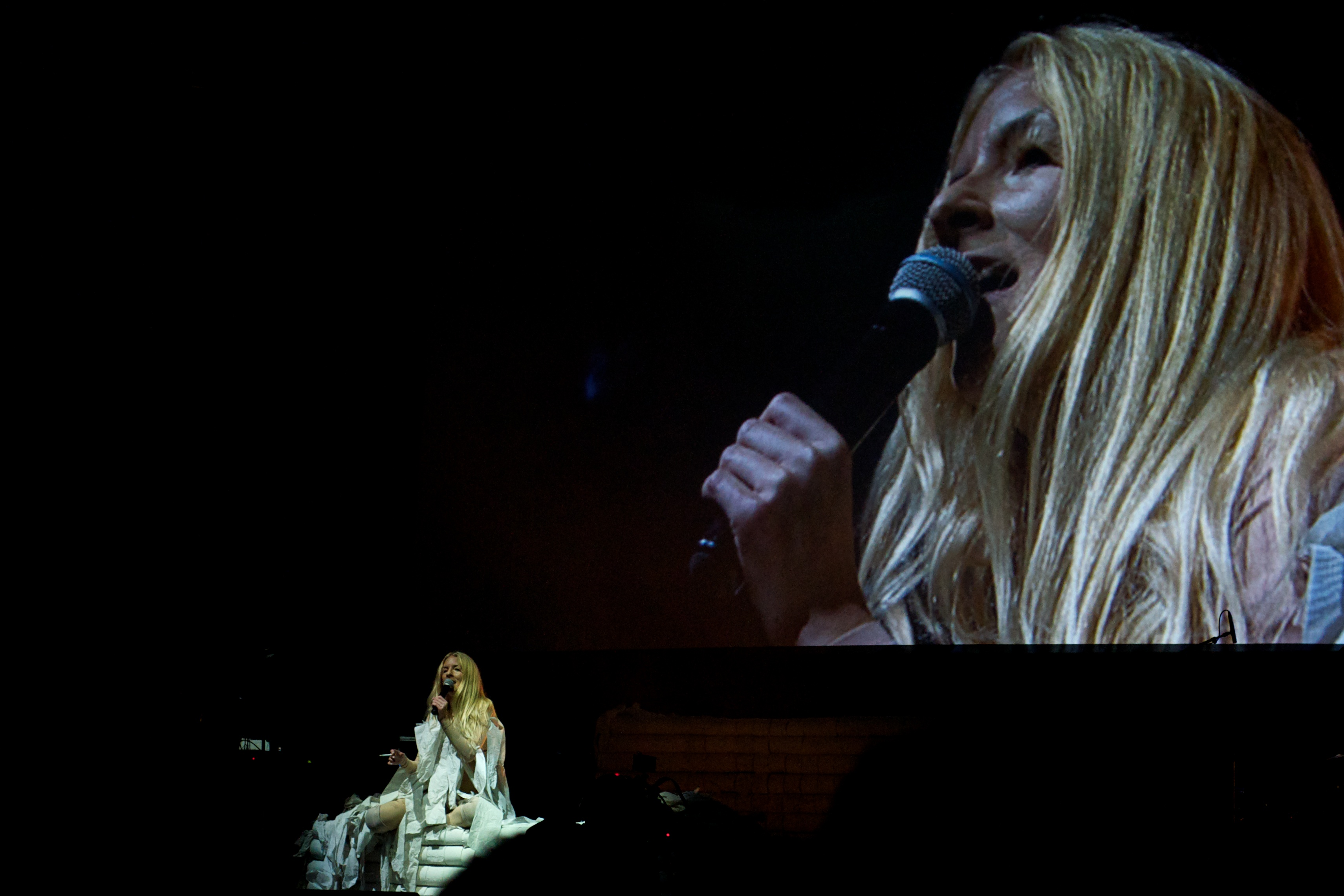
Iamamiwhoami, 2011
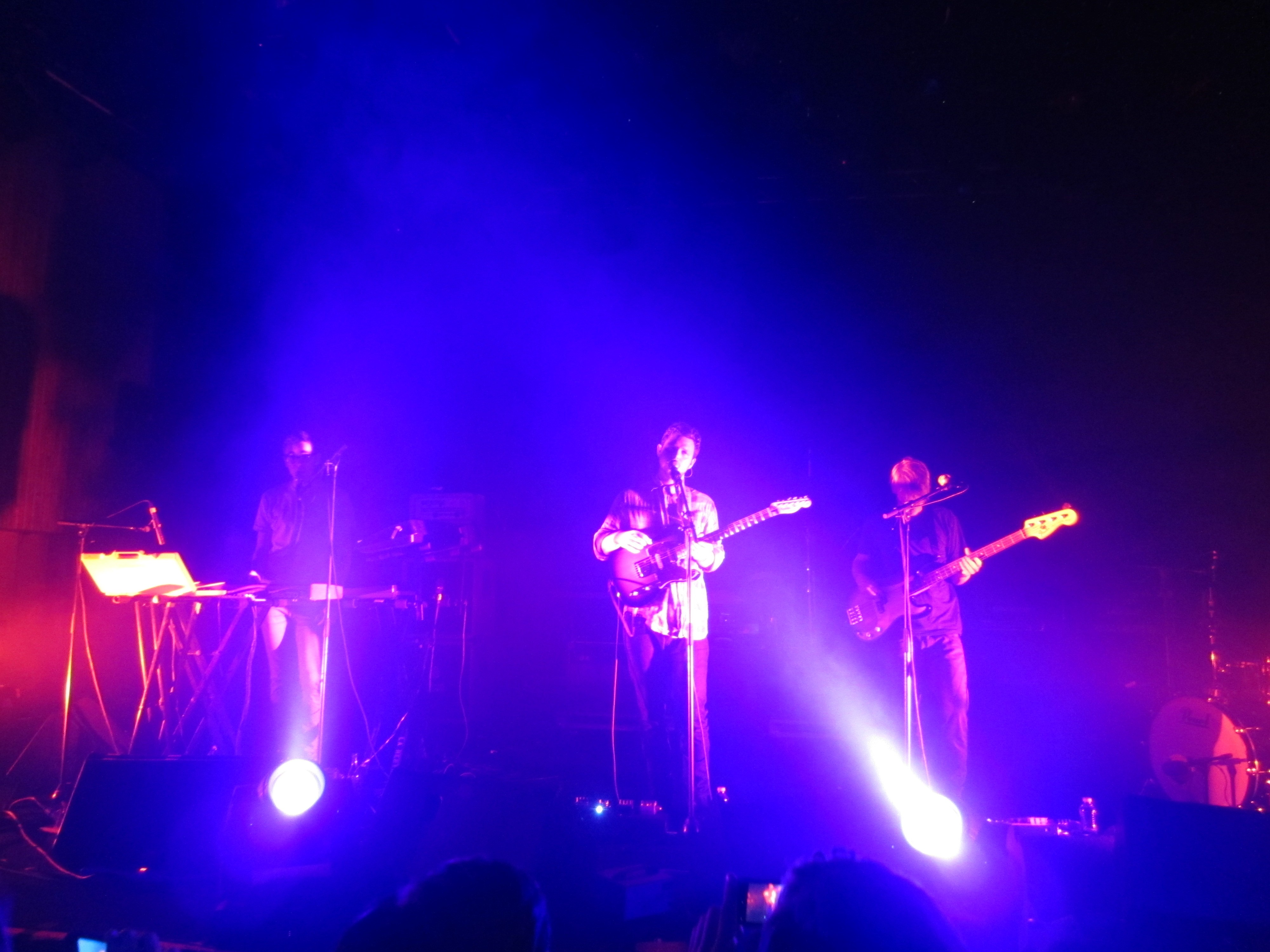
Alt-J, 2012
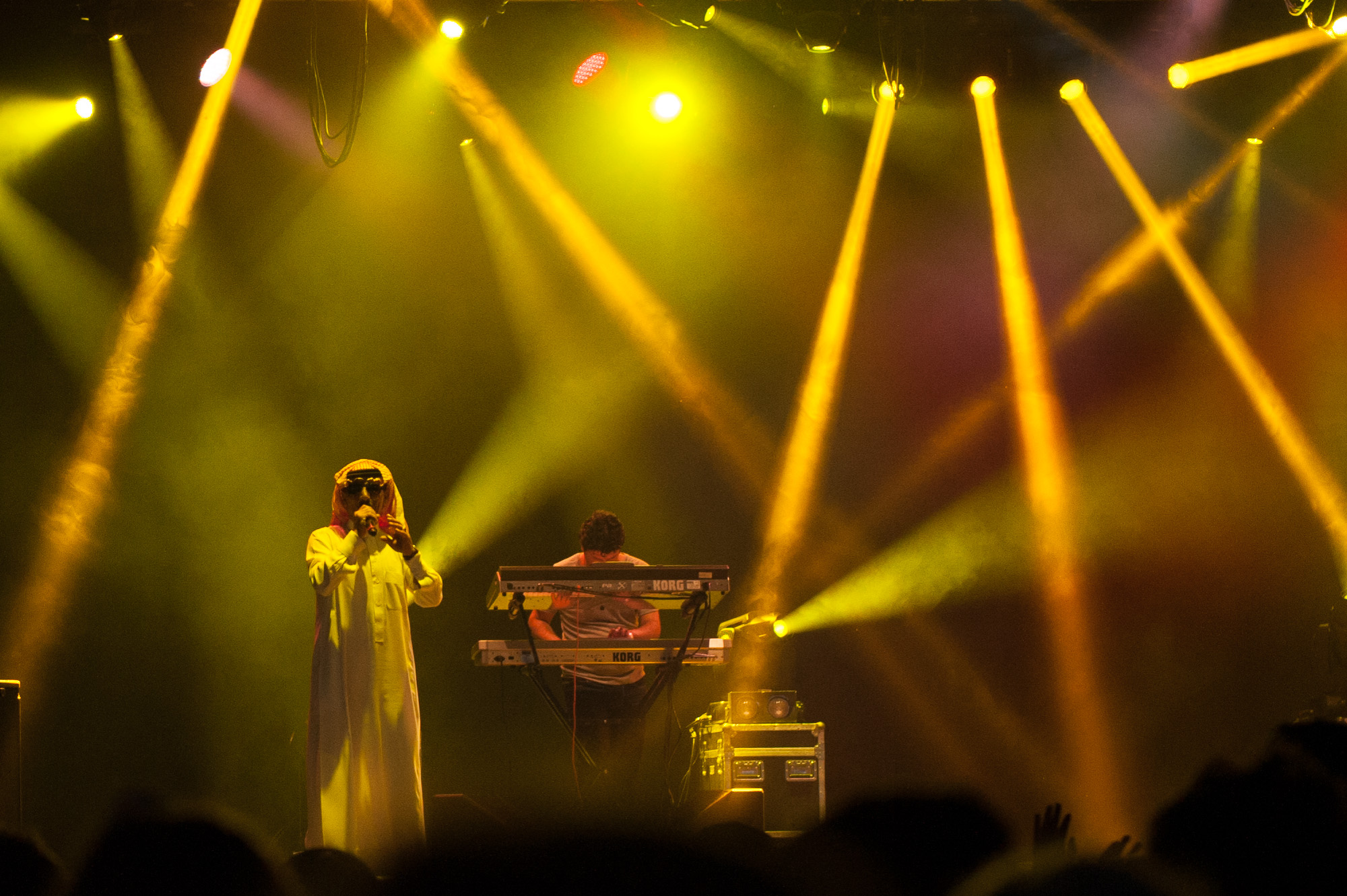
Omar Souleyman, 2013
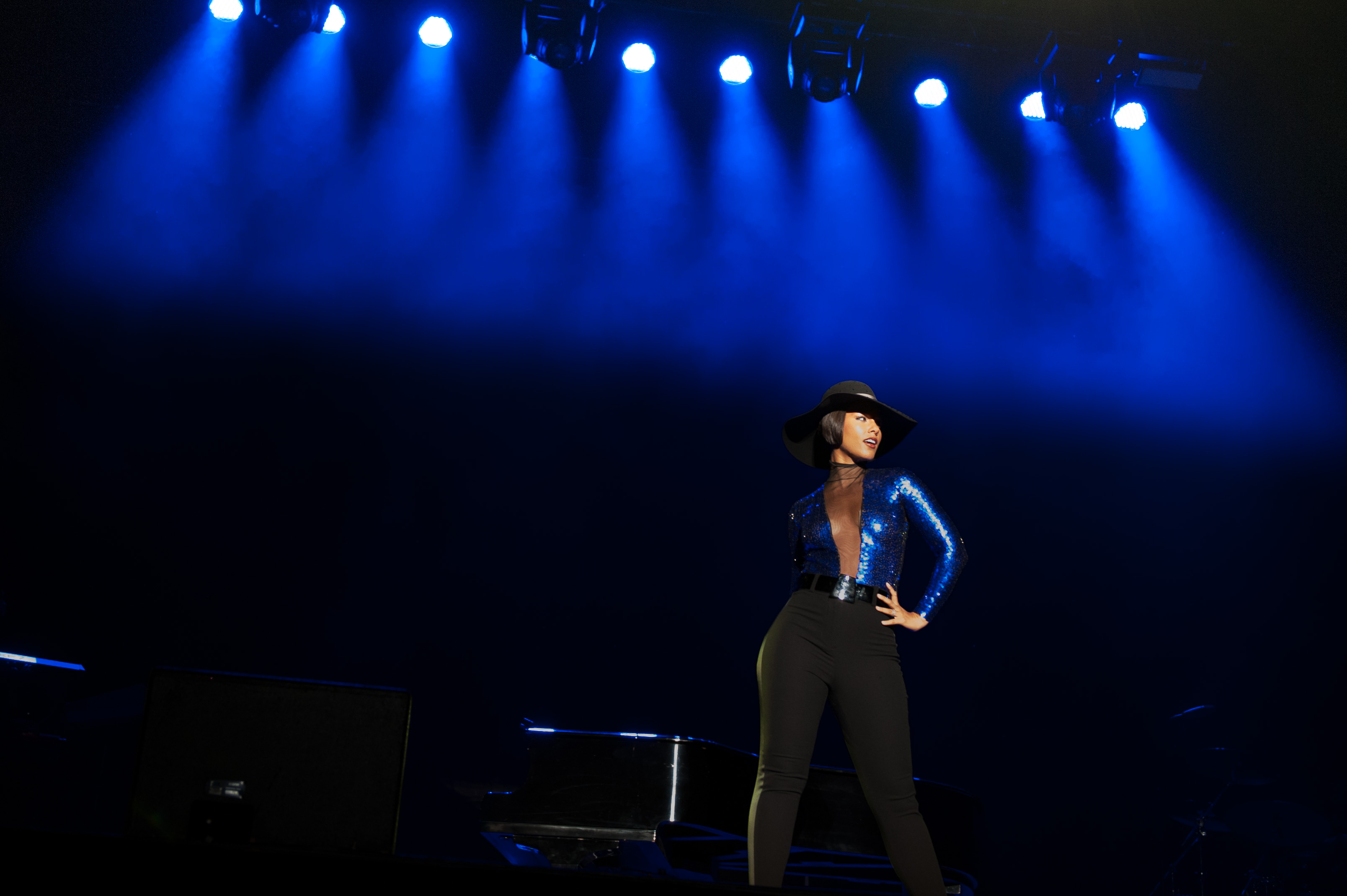
Alicia Keys, 2013
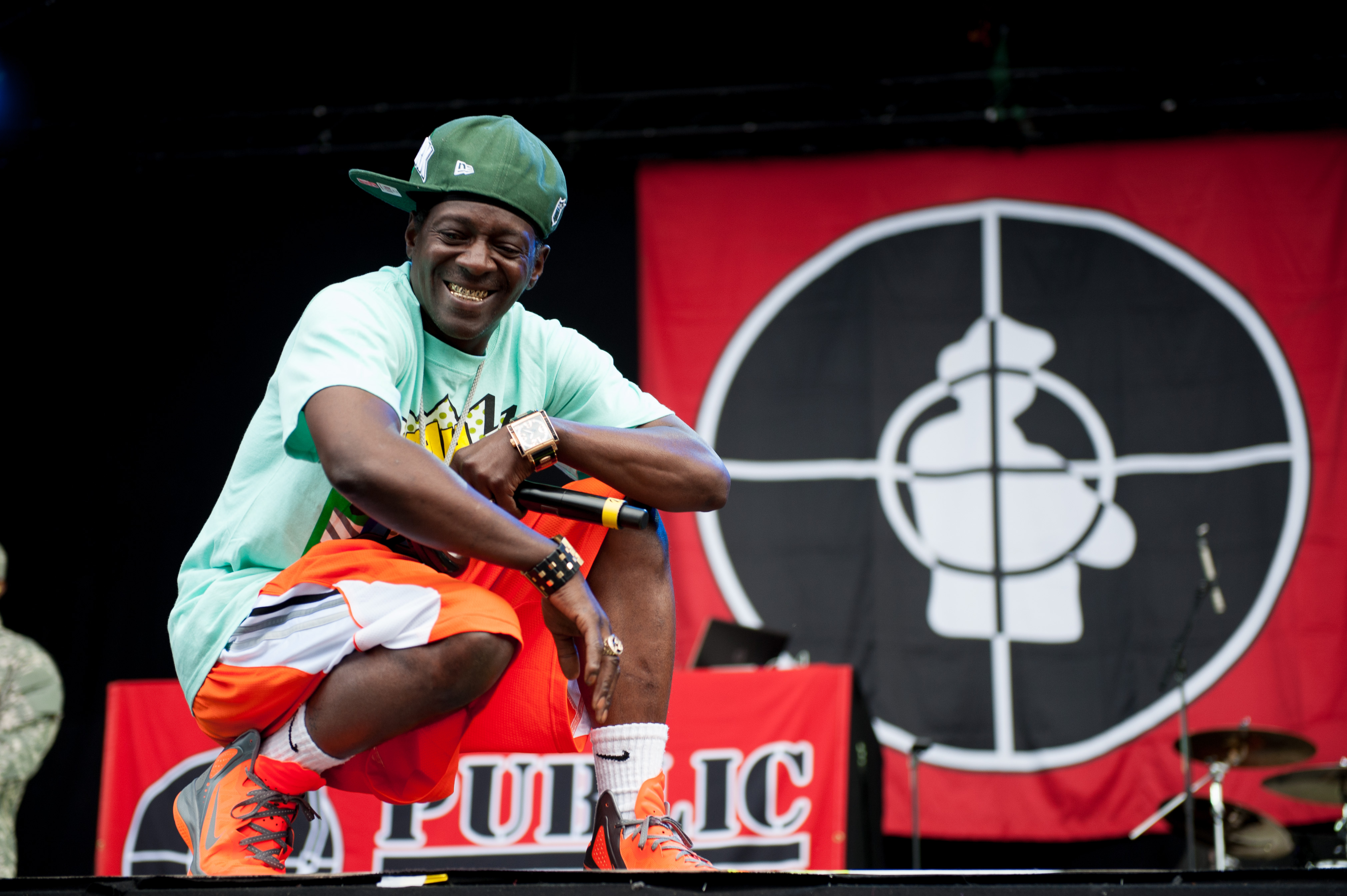
Flavor Flav (Public Enemy), 2013
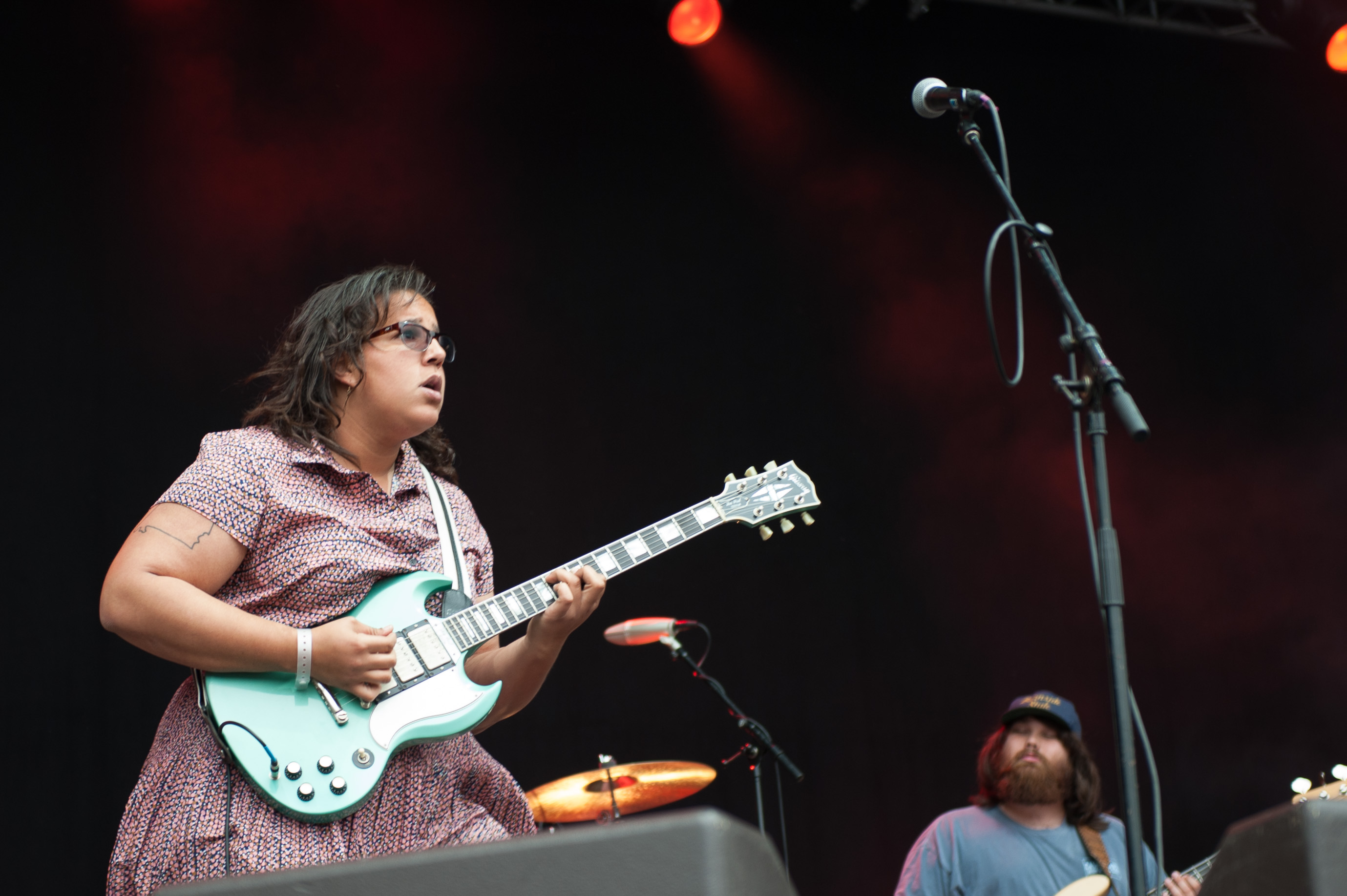
Alabama Shakes, 2013
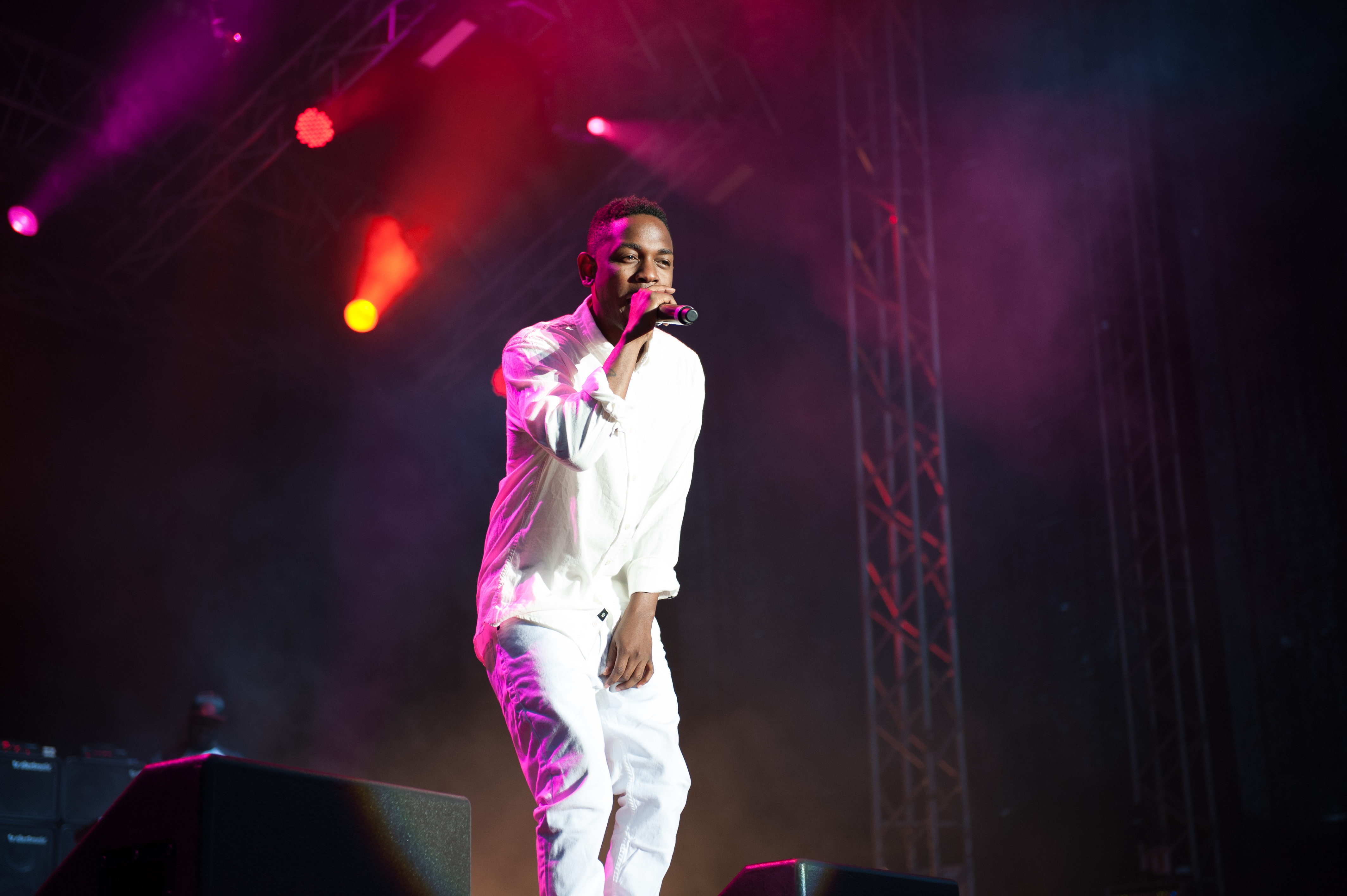
Kendrick Lamar, 2013
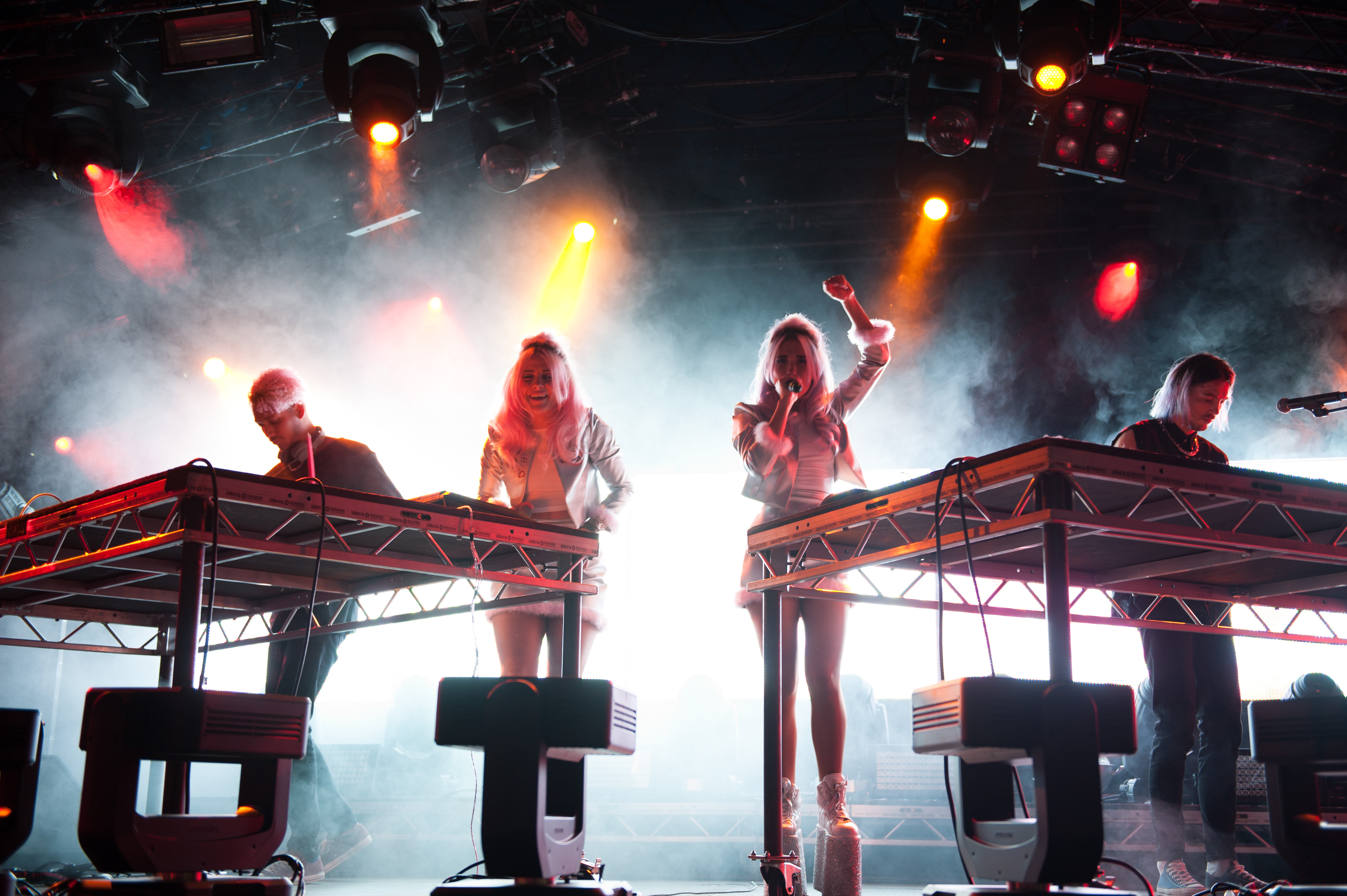
Rebecca & Fiona, 2014,
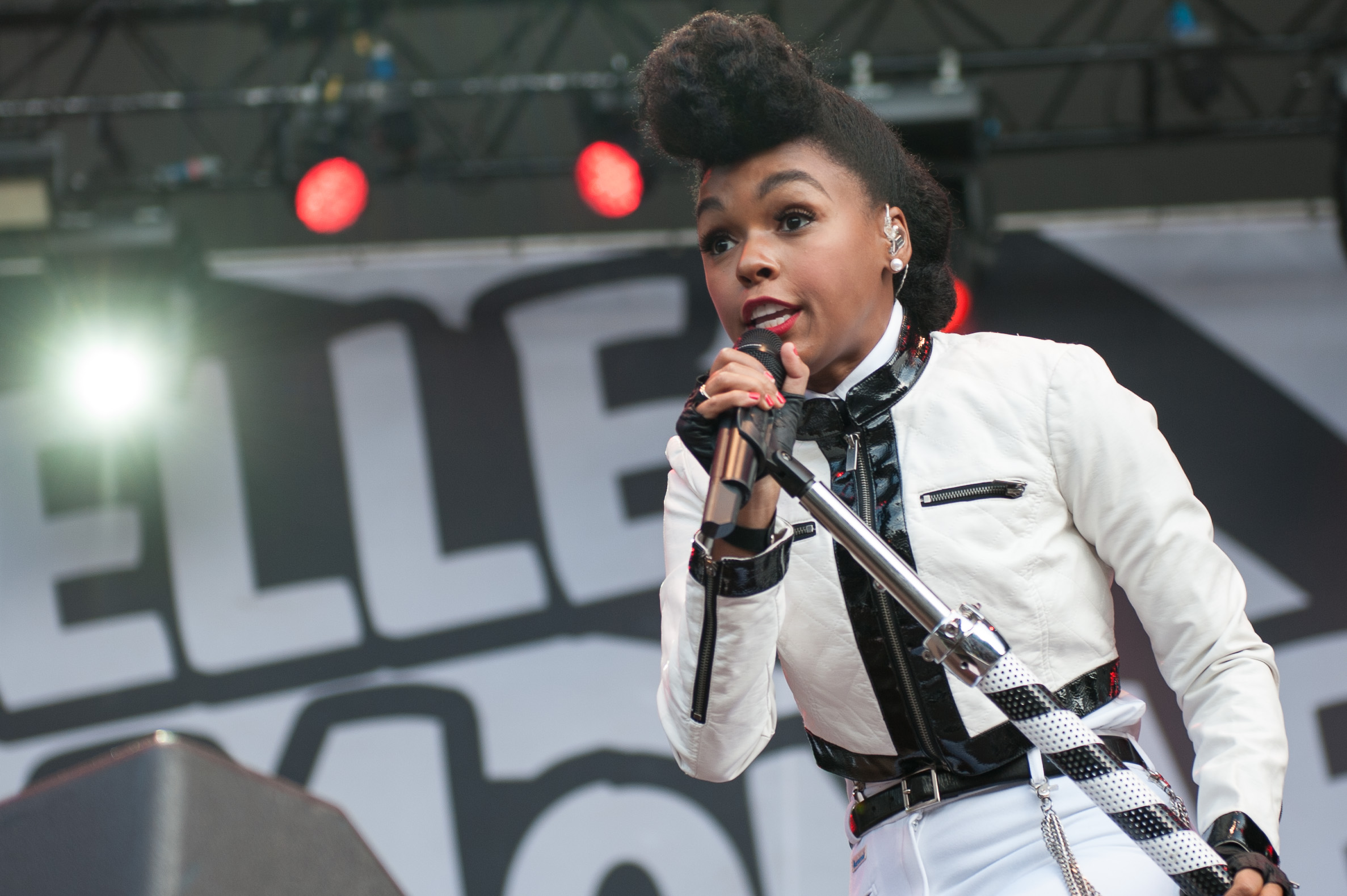
Janelle Monáe, 2014,
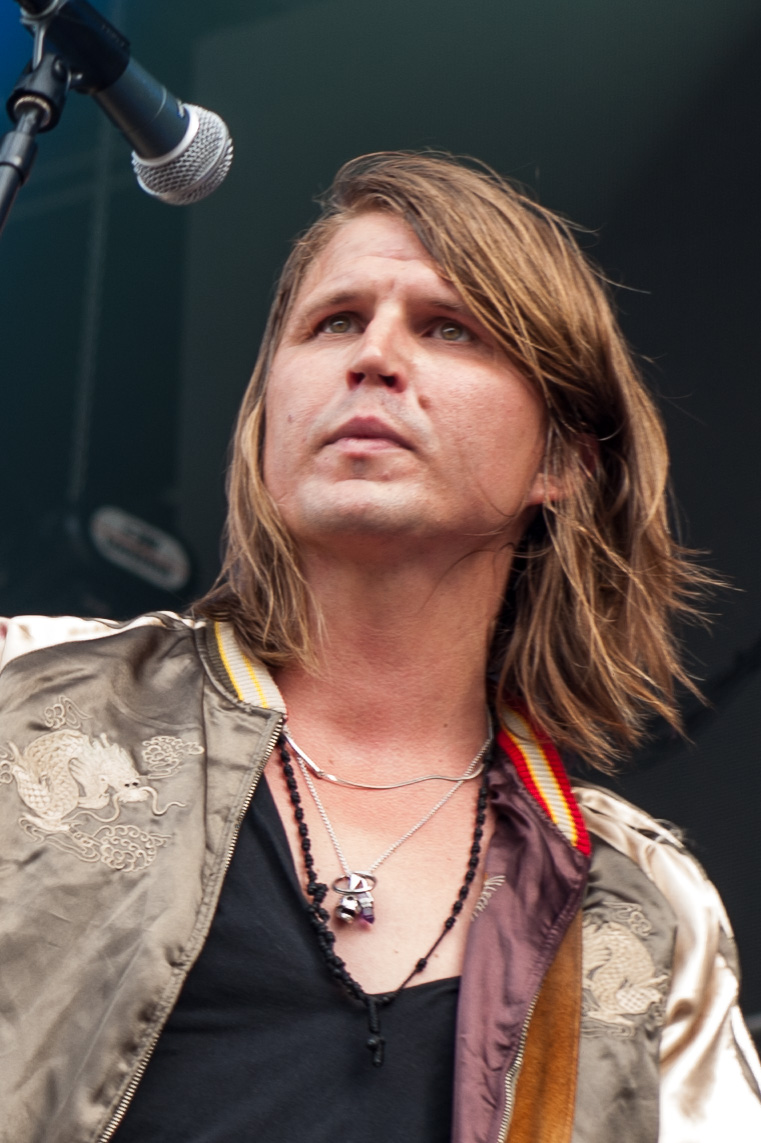
Markus Krunegård, 2014
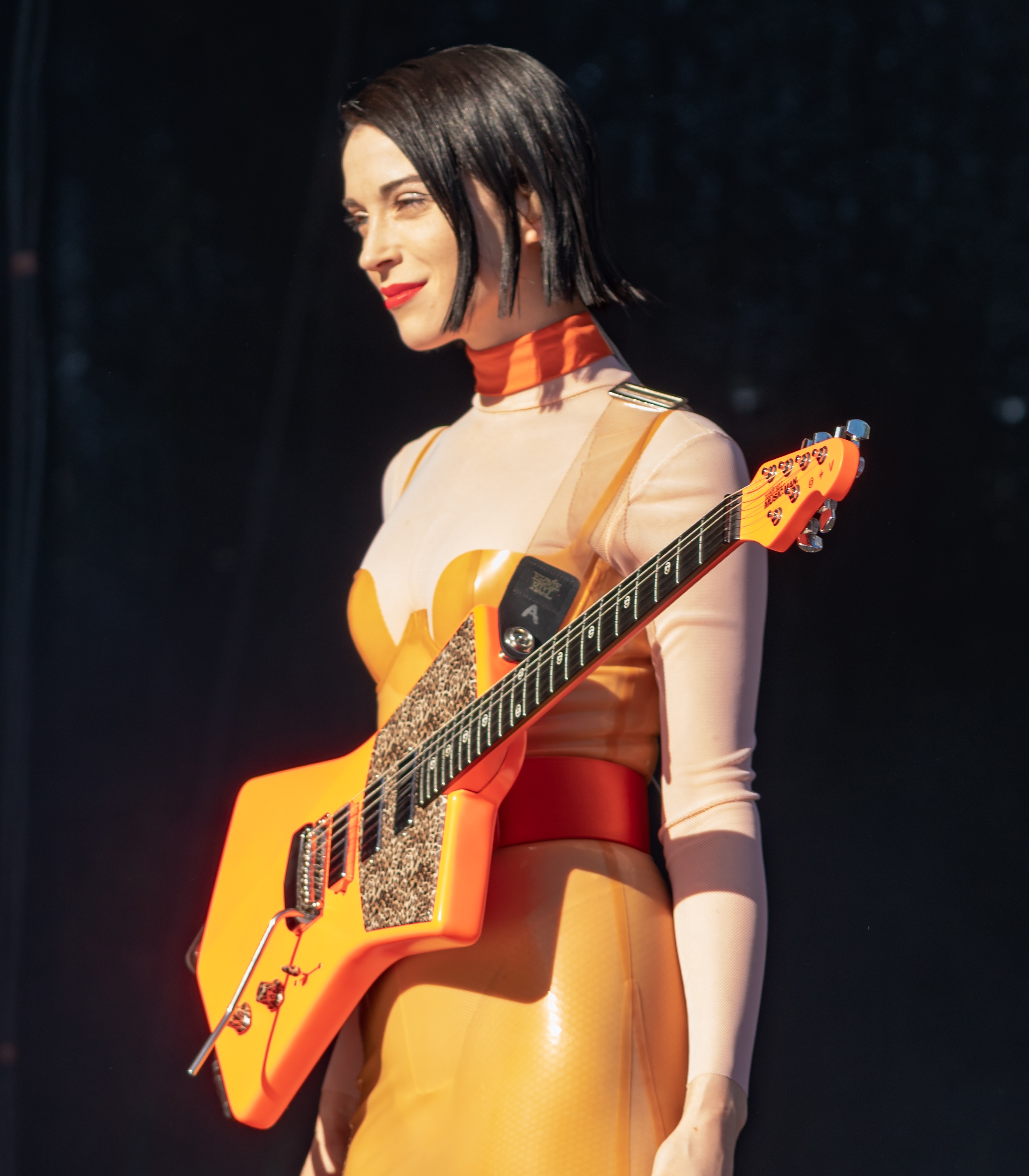
St. Vincent 2018.